# Championnats du monde de tir à l'arc 1963
Navigation
Édition précédente Édition suivante
Les championnats du monde de tir à l'arc 1963 sont une compétition sportive de tir à l'arc organisés du 24 au 27 juillet 1963 à Helsinki, en Finlande. Il s'agit de la 22e édition des championnats du monde de tir à l'arc.

## Médaillés

### Classique
| Épreuve            | Or                    | Argent                  | Bronze                 |
| ------------------ | --------------------- | ----------------------- | ---------------------- |
| Individuel hommes  | Charles Sandlin (USA) | Joe Thornton (USA)      | David Keaggy Jr. (USA) |
| Individuel femmes  | Victoria Cook (USA)   | Nancy Vonderheide (USA) | Marjatta Niemi (FIN)   |
| Par équipes hommes | États-Unis            | France                  | Suède                  |
| Par équipes femmes | États-Unis            | Finlande                | Grande-Bretagne        |